# (72693) 2001 FS72
(72693) 2001 FS72 – planetoida z pasa głównego asteroid okrążająca Słońce w ciągu 4,59 lat w średniej odległości 2,76 j.a. Odkryta 19 marca 2001 roku.